# شقار جبلي
الشُقار الجبلي نوع نباتي ينتمي إلى جنس الشُقار من الفصيلة الحوذانية.

## الوصف النباتي
نبات عشبي معمر أزهاره بنفسجية غامقة.